# Psychotria montisgiluwensis
Psychotria montisgiluwensis är en måreväxtart som beskrevs av Aaron Paul Davis och Markus Ruhsam. Psychotria montisgiluwensis ingår i släktet Psychotria och familjen måreväxter. Inga underarter finns listade i Catalogue of Life.